# Rio Agăstin
O Rio Agăstin é um rio da Romênia afluente do rio Asău, localizado no distrito de Bacău.